# Bit hilani

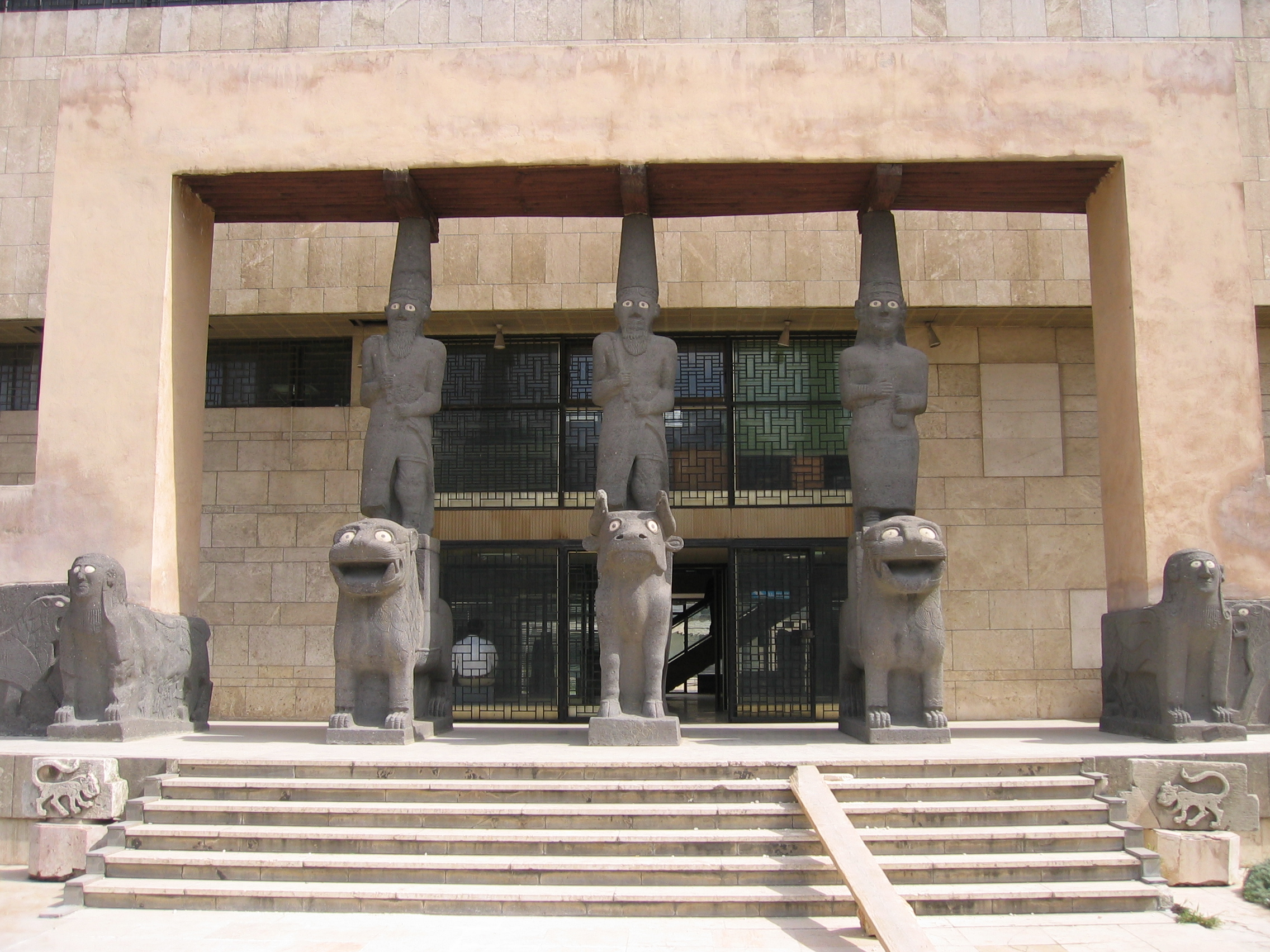
Entrada adel Museo Nacional de Alepo, reconstruyendo el pórtico del bīt hilani de Tell Halaf.

Bīt hilani (en acadio, casa de pilares) es un antiguo tipo de edificio que se encuentra en varios palacios de Siria y el norte de Mesopotamia a finales del segundo milenio y principios del primer milenio a. C., aunque puede haberse originado ya en la Edad del Bronce , y que también se extendió al sur de Levante, muy difundido entre el pueblo arameo y también exitoso entre los arquitectos asirios. Los registros contemporáneos lo denominan 'palacio de estilo hitita', probablemente por difundirse desde los reinos neohititas del norte de Siria. Es un edificio que destacaba por el pórtico de columnas que formaba su entrada, precedido por un amplio pero relativamente bajo tramo de escalones. El término aparece en los textos asirios desde el siglo IX a. C. en adelante, pero el tipo de edificio ha sido identificado por excavaciones arqueológicas en sitios más antiguos.
Los pórticos con pilares como puertas o grandes entradas seguidos de amplios patios (descubiertos) o salas (techados) centrales rodeados de salas más pequeñas fueron habituales entre los pueblos de Oriente Próximo de la Edad del Bronce. Los ejemplos hititas y micénicos son los más conocidos. A través de los megarones y propileos de los palacios micénicos, el modelo se perpetuó hasta la Grecia clásica. La construcción más antigua encontrada que puede describirse como un 'bit hilani' se encuentra en el palacio del nivel IV de Alalakh en el oeste de Siria (siglos XV-XIV a. C.). Se encuentra luego en los complejos palaciegos de las capitales de los reinos arameos y neohititas de principios del primer milenio a. C., Tell Halaf (antigua Guzana), Karkemish y Zincirli (Sam'al). El bīt hilani de Tell Halaf consistía en varias columnas cuya base estaba formada por leones y toros guardianes que sostenían deidades de pie que formaban el fuste de las columnas. Después de comenzar la conquista de estas regiones a partir del siglo IX a. C., los asirios se aficionaron a este tipo de construcción, lo que se reflejó en su arquitectura en la apertura a influencias arameas. Los bīt hilani que construyeron estaban situados cerca de los palacios reales, pero aislados de ellos. Uno de estos edificios se excavó en la terraza del palacio Dur-Sharrukin, mientras que otros al no dejar trazas se mencionan solo en los textos, en particular los de Nínive, aunque pueden aparecer representados en bajorrelieves.